# 1740 год в науке
В 1740 году произошли различные научные и технологические события, некоторые из которых представлены ниже.

## События
- Бенджамином Франклином основал Пенсильванский университет.

## Родились

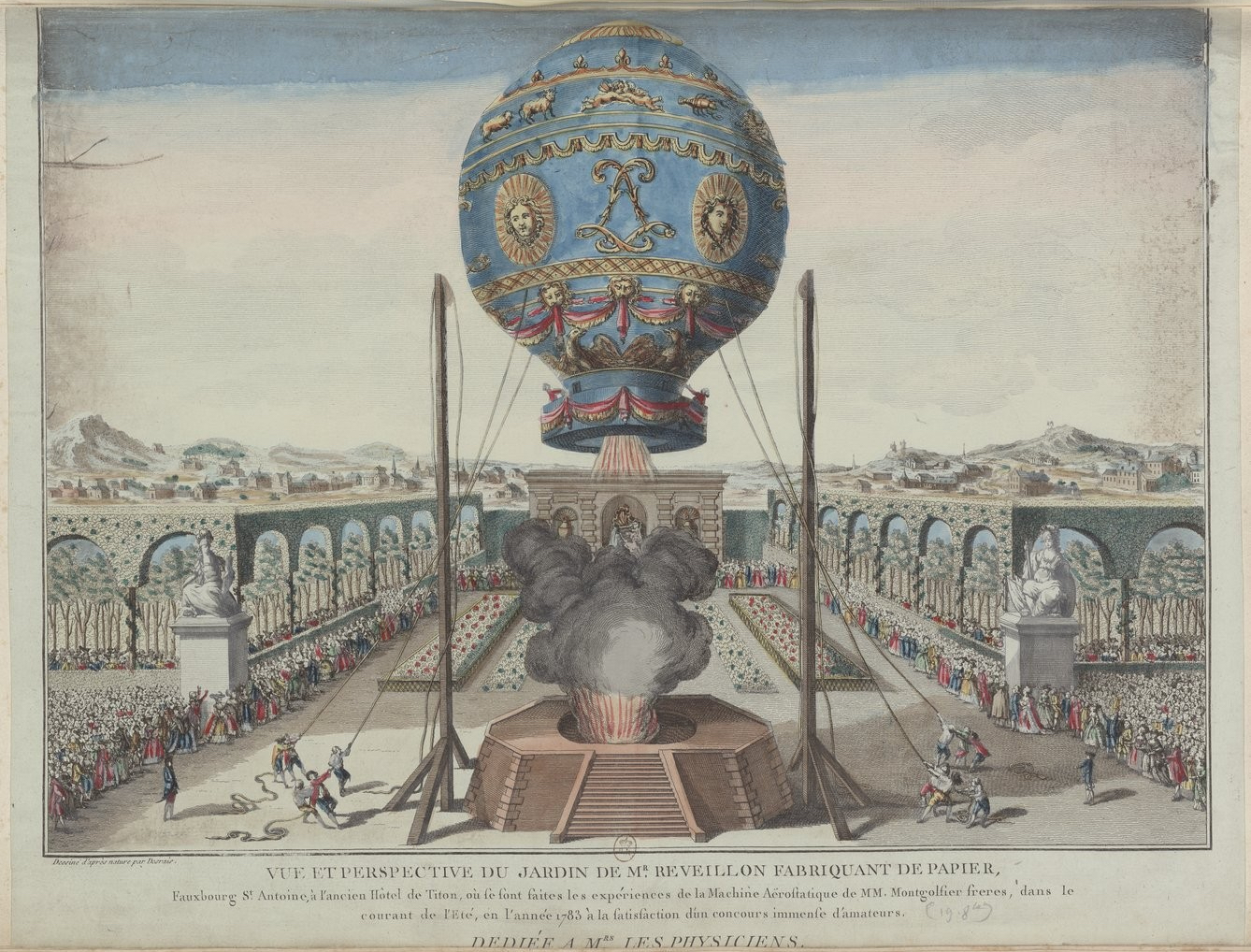
Шар братьев Монгольфье

- 17 февраля — Орас Бенедикт де Соссюр, швейцарский геолог, ботаник и альпинист.
- 11 июня — Франц Йозеф Мюллер, австрийский естествоиспытатель, открыватель химического элемента теллура[1].
- 27 июня — Джон Лэтэм, британский врач, орнитолог, натуралист.
- 24 декабря — Андрей Иванович Лексель, российский астроном, математик и физик шведского происхождения.
- Уильям Смелли, шотландский историк, энциклопедист, составитель и главный редактор первого издания «Британской энциклопедии» (ум. 1795).
- Жозеф-Мишель Монгольфье, один из братьев Монгольфье, изобретателей воздушного шара.

## Скончались
- 23 марта — Улоф Рудбек, шведский учёный, медик и естествоиспытатель (в том числе он занимался орнитологией).